# Tarenna sylvestris
Tarenna sylvestris är en måreväxtart som beskrevs av John Hutchinson. Tarenna sylvestris ingår i släktet Tarenna och familjen måreväxter. Inga underarter finns listade i Catalogue of Life.